# Midori no Hibi
Midori no Hibi (美鳥の日々 lit. Los días de Midori?), conocida en inglés como Midori Days, en España como Midori, échame una mano, y en Argentina como Midori, dame una mano, es una serie de manga que consta de 85 capítulos creada por Kazurou Inoue y que posteriormente fue adaptada a una versión de anime de 13 episodios, que deja de lado partes importantes en el manga ya que se creó mientras aún era publicado.
El manga fue publicado en la revista Shōnen Sunday hasta julio del 2004 mientras que el anime estuvo al aire en la televisión japonesa desde abril hasta junio del 2004. La serie de anime fue producida por Studio Pierrot y posteriormente fue licenciada en los Estados Unidos por Media Blasters bajo el título de Midori Days. VIZ Media licenció la versión en inglés del manga bajo el mismo título. La editorial Ivrea ha publicado el manga en español.
El título Midori no Hibi está basado en el nombre de la celebración tradicional japonesa Midori no hi (みどりの日) o día del verdor. La palabra hibi no es más que el plural de hi (día), y Midori es el color verde.

## Historia
El personaje principal, Seiji "Perro Salvaje" Sawamura, es un estudiante de 17 años que cursa segundo de bachillerato, cabello teñido de rubio y adicto a las peleas. Debido a su conducta siempre se mantiene en problemas, pero en estos, son sus enemigos quienes se llevan siempre la peor parte. Seiji no está complacido con su vida, ya que las chicas le temen, por lo cual nunca ha tenido una novia en su vida. Tras recibir su rechazo número 20 se lamenta de que "la única novia que ha tenido es su mano derecha", descubre de pronto que esta ha desaparecido y en su lugar está una chica llamada Midori Kasugano, aproximadamente del tamaño de su mano, que lleva mucho tiempo enamorada de él pero no tiene ni idea de cómo llegó hasta allí. Desde ese momento, ambos vivirán una vida llena de trastornos y enredos entre los que Seiji deberá manejarse para mantener en secreto su situación por la seguridad de ambos. Midori no Hibi es una serie llena de comedia, drama, romance y un poco de ecchi.

## Personajes

### Principales
Seiji Sawamura (沢村 正治 Sawamura Seiji?)
Es un estudiante de 17 años, que alardea de sus habilidades en la pelea. Cuando era pequeño, era muy tímido y débil, por lo que era común que su hermana mayor debiera defenderlo ya que él simplemente sonreía y aguantaba los maltratos de otros niños, esto hasta el día en que ella comenzó a entrenarlo; volviéndose fuerte, siguió por su cuenta al tomarle gusto, desde ese día nadie ha vuelto a derrotarlo aunque muchos lo intentan a diario.
Sin embargo, y debido a ello, su reputación con las mujeres es bastante mala ya que su actitud es malinterpretada con maldad y es temido por todos. Su vida cambia por completo cuando su mano derecha se transforma repentinamente. Para él es una desgracia que Midori haya llegado a su mano, ya que no podrá volver a pelear y se siente mal al ver la extraña situación en la que se encuentran, en general trata a Midori de manera brusca y grosera (debido a su poca relación con mujeres y su incapacidad de mostrar sus sentimientos), cosa que no evita que la proteja y se preocupe por su seguridad ya que desde que su padre se fuera al extranjero y hermana fuera a vivir con su novio, él ocupa solo su casa y tras poco tiempo se le hace indispensable la compañía de Midori.
Entre los estudiantes de la ciudad es conocido como "Perro Salvaje", por su salvajismo y lenguaje grosero (aunque los fanáticos del manga y anime lo llaman "El dios de los otakus", tras un incidente en una convención). También se sabe que es un gran fanático del actor de acción Sho Aikawa y de la actriz porno Miruku Moriyama. Seiji, a pesar de ser una persona fuerte, tiene debilidad por ayudar a los más débiles y contra su mala fama, la mayoría de las peleas en las que participa son para proteger a desvalidos o castigar a los abusivos, su mayor virtud es la determinación de no rendirse nunca.
Midori Kasugano (春日野 美鳥 Kasugano Midori?)
Es la chica que acabó con el gran poder de Seiji al convertirse en su mano derecha. Heredera de una de las familias más adineradas de la ciudad y alumna del Instituto Ogurabashi, un colegio solo para la élite. Estuvo enamorada de Seiji durante tres años pero nunca se atrevió a confesarlo. Posteriormente, como la mano derecha de Seiji, le confiesa su amor rápidamente; esto es porque en su cuerpo real, su personalidad era muy tímida, al punto incomodarse hablando con sus amigas o su madre, a diferencia de su versión en la mano de Seiji.
Durante los tres años antes de la historia, trató cada día de declararse a Seiji, pero jamás hacía otra cosa más que mirarlo. Fue la única persona que se dio cuenta de que contra su fama criminal, era un sujeto sensible que se preocupaba de sus amigos y para ella, contrario a lo pueda pensarse, no es una desgracia haberse transformado en una mano, ya que ahora, puede estar al lado de su amado "Seiji-Kun".
Mientras ella ocupa el lugar de la mano derecha de Seiji, su cuerpo real permanece en estado de coma en su mansión, para desesperación de su madre, quien intenta lo imposible con tal de despertarla. En algunas ocasiones Midori esconde emociones tales como los celos de otras chicas que van detrás de Seiji; está determinada a conquistar su corazón sin importar que suceda. De acuerdo con el manga parece poseer la fuerza de Seiji y algo de dominio sobre su cuerpo cuando está determinada a hacer algo o Seiji está dormido.
Los días que estuvo como mano llevó un diario de todo lo que sucedía, cuando regresa a su cuerpo normal pierde todos los recuerdos de cuando estaba con Seiji. Poco después ella reúne el valor necesario y le confiesa su amor, el cual es correspondido por Seiji. En el manga regresa tres veces a su cuerpo, pero al no haber superado sus complejos solo la última vez logra quedarse en él.
Takako Ayase (綾瀬 貴子 Ayase Takako?)
Es una adolescente de carácter duro y fuerte, atleta sobresaliente pero muy poco femenina según sus compañeros. Cuando algo le molesta, no duda en decirlo, aun si resulta hiriente; pero en realidad esto es solo una apariencia. En el fondo, es una joven dulce y soñadora que cree en la llegada del príncipe azul; cuando Seiji visita su casa se sorprende ya que, contrario a lo proyecta su imagen, su dormitorio está lleno de mangas Shoujo y peluches hechos por ella.
Al inicio de la serie, Ayase detesta a Seiji al igual que toda su clase, pero luego que la salvara de una pandilla que intentó abusar de ella, comienza un secreto amor por él, por lo que se debate entre el desprecio que simula tenerle y sus deseos de confesarle su amor. Es normal verla intentando llevar a cabo algún plan para que Seiji se enamore y le proponga noviazgo, pero estos jamás funcionan, en parte porque son descabellados y en parte porque Sawamura, por su récord de rechazos, no reconoce a una mujer enamorada. En los últimos capítulos decide declararse a Seiji (después que Midori desaparece de su mano según el anime y cuando aún estaba según el manga), pero este se da cuenta de que está enamorado de Midori y por lo que la rechaza. A pesar de su fracaso, ella le está agradecida por ser sincero y le anima a hacer lo necesario para conquistar a Midori. En el manga, tras enterarse de los sentimientos de Seiji decide seguir siendo su amiga y se encarga de que suba sus calificaciones en tercer año.
Si bien profesores y alumnos se refieren siempre a ella como la representante de la clase, en realidad este cargo es de otro alumno, pero por su fuerte carácter todos presuponen que es ella (esto se aclara en el manga).
Rin Sawamura (沢村 凛 Sawamura Rin?)
Hermana mayor de Seiji. Líder de una poderosa pandilla de motociclistas, su mayor hobbie es torturar a Seiji. Fue quien le enseñó a luchar cuando pequeño. Su aspecto es el de una joven de grandes senos, vestida siempre de traje blanco, blusa, tacones, gafas y cabello negro largo y suelto. Esta apariencia esconde a la única persona más fuerte y cruel en las peleas que Seiji. Le gusta molestar y humillar a su hermano, por lo que es normal que lo golpee y le quite el dinero cuando va a dormir a su casa (esto sucede cuando tiene problemas con su novio). Pero realmente, es la única persona que se ha preocupado por él y lo trata de esta forma para que se haga fuerte, sintiéndose orgullosa de su hermano desde el día que comenzó defenderse a sí mismo y los demás.
Le tiene un especial cariño a Midori, a quien le encomienda que lo cuide ya que la ve como alguien que le cambiará la vida; pero de todas maneras, en general se divierte poniendo en riesgo el secreto de ambos. Al final del manga, viaja a Sudamérica para reunirse con su novio, al cual ama con locura pero en público es menos cariñosa que cuando esta a solas con él.
Kouta Shingyoji (真行寺 耕太 Shingyōji Kōta?)
Amigo de la niñez de Midori y también compañero del primer año de la escuela superior de Ogurabashi. Siempre estuvo enamorado de Midori, por lo que cuando cae en coma vence sus temores para pedir a Seiji que la visite por si se produce un milagro, al conocerlo mejor se da cuenta de que no es como los rumores lo muestran, por ello le toma aprecio, llegando al extremo de sentirse enamorado de Seiji e imaginándose bastante seguido en el manga (tras descubrir el secreto), en situaciones comprometedoras en las cuales se encuentra convertido en su mano izquierda, o cayendo en situaciones de feminidad.
Por su aspecto frágil y tierno es presa de Nekobe y su pandilla, en quienes despierta ternura y deseos de vestirlo como mujer, a pesar de que Nekobe está enamorada de Kota. Tras el despertar definitivo de Midori, convence a Seiji para que vaya, hable con ella y le cuente la verdad sobre lo que pasó el tiempo que estuvo en coma, ya que ella no recordaba. En el manga se debate entre sus intentos por ganarse el amor de Seiji, su cariño por Midori y el deseo que este intente despertarla. Finalmente comprende lo inmenso del amor entre ambos por lo que se resigna y los apoya.
Osamu Miyahara (宮原 オサム Miyahara Osamu?)
Subordinado de Seiji. Idolatra a Sawamura por sus habilidades en la pelea, pero no se mantiene alejado de los problemas, siendo casi siempre, capturado por alguna pandilla para provocar a Seiji. Es la única persona a la que Seiji no asusta y es capaz de recibir una golpiza por él, cosa que hace más de una vez.
En la historia, Miyahara es una persona muy cómica a quien nunca le ha interesado lo que piensen los demás sobre él. Para él, Seiji es su mejor amigo y aun cuando Seiji tiene más amigos, Miyahara en el único que al inicio de la historia tiene el valor y la confianza de hablarle sin mostrar temor. Al igual que Seiji, está obsesionado con el actor Sho Aikawa y por la pornografía de Miruku Moriyama.
En el manga se enamora de Lucy Winrad y pide la ayuda de Seiji para conquistarla, cosa que logra poco a poco, aunque en un comienzo debió competir con la imagen que su mejor amigo proyectaba en para Lucy.
Shuichi Takamizawa (高見沢 修一 Takamizawa Shūichi?)
Compañero de clases de Sawamura y un otaku de los muñecos coleccionables. Siempre lleva consigo una muñeca, del personaje Ultra-Marin, notando obsesión por este personaje de anime. Es un excelente diseñador de ropa para muñecos, su sueño es tener como novia una marioneta, ya que desprecia a las mujeres reales porque lo discriminan, creyendo que las muñecas son "tiernas e inocentes"; por ello cuando conoce a Midori la ve como la mujer ideal. Más adelante (después de una extorsión, una sesión fotográfica, dos proposiciones, una falta de respeto y varios días de amnesia por trauma craneal) se conforma con ser amigo de Midori, ayudándolos en lo que necesiten, pidiéndoles consejo y dando a veces trabajo a Seiji, a quien siempre le escasea el dinero.
Es el creador de una muñeca y una página web, ambas sobre Midori, que hace que ella obtenga miles de fanes. En una ocasión se enamoró de una chica normal lo cual extrañó a sus dos amigos, sin embargo esto fue por su semejanza a Ultra Marin. Aunque tras comenzar su amistad con Seiji y Midori madura bastante, no abandona su actitud de otaku, pero decide tomarse su vida más en serio, por lo que comienza a crear diseños con los que gracias a un concurso gana fama y la promesa de una futura carrera.
Shiori Tsukishima (月島 栞 Tsukishima Shiori?)
Vecina de Seiji de 10 años de edad, quien también está enamorada de este. Ha intentado un sinnúmero de formas de atraer su atención, pero es ignorada por su corta edad. Es un buen juguete para la diversión de Rin, quien la utiliza para dar problemas a Seiji. Su padre volvió a casarse hace poco con una mujer que adora a Shiori, quien la detesta porque, a sus ojos, vino a ocupar el lugar de su madre fallecida, al menos en apariencia ya que en verdad Shiori quiere a su madrastra pero, como le hace ver Seiji, se siente culpable porque ve esto como una traición a la memoria de su madre, con la ayuda de Sawamura ambas logran entenderse.
Es bastante popular entre sus compañeros, pero desprecia a todos los muchachos de su edad ya que considera que solo un chico mayor es digno de estar con ella, sin embargo al ver que el valor y la decisión de uno de sus compañeros lo llevan no sólo a enfrentarse a Seiji por ella, sino además a protegerla cuando está en peligro, decide darle una oportunidad.
Haruka Kasugano (春日野 遥 Kasugano Haruka?)
Madre de Midori, se preocupa por ella y se muestra dispuesta a hacer cualquier cosa con tal de sanar su enfermedad. En un momento dado hace llamar chamanes de todo el mundo para que intenten curarla, fracasando siempre por ser solo charlatanes, sin embargo, es así como llega a la casa un anciano indio americano quien le dice que Midori duerme porque su alma ha ido a otro lugar y que puede despertarla pero que no perderá su tiempo, ya que si lo hace el alma volverá a la primera oportunidad que tenga a este lugar, es decir con Seiji, por lo que debe esperar que ella decidiera volver por sí sola.
En el manga, Midori despierta en dos ocasiones (la primera inducida por el anciano) en las que se puede ver que el chamán tenía razón. En la serie animada se obsesiona intentando despertarla por todo medio, a diferencia del manga, donde tras oír las palabras del chamán decide tener fe en su hija y esperar que vuelva por sí misma.

### Personajes exclusivos del manga
Comparado con el corto tiempo que estuvo el anime, el manga cubrió más aspectos en términos de personajes y contenía historias que se omitieron. Como resultado hay algunos personajes del manga que nunca aparecieron en el anime.
Lucy Winrad (ルーシィ・ウィンラッド?)
Hiperactiva muchacha norteamericana transferida a la escuela superior donde Seiji estudia. Ama la cultura japonesa y admira a Seiji ya que lo ve como el hombre japonés ideal; como es de esperar, se convierte en su admiradora. Fanática de las películas de samuráis, aprendió a hablar japonés viendo muchos programas nipones. Es una atleta extraordinaria, incluso por encima de Ayase y Nao en lo que a velocidad se refiere. Lucy no es de las que esconden algo, por lo que siempre intenta demostrar su amor a Seiji, esto y sus costumbres occidentales la hacen parecer frente al resto mucho más desinhibida de lo que es.
Miyahara se enamora perdidamente de ella y si bien en un comienzo es opacado por la presencia de Seiji, con el tiempo se gana poco a poco el corazón de Lucy. Tras algunos meses, confiesa que debe regresar a América, por lo que sus amigos organizan una fiesta en casa de Seiji en la cual descubre a Midori a quien ayuda a aclararse sobre su dilema de permanecer lejos de casa. Antes de irse, y tras recibir una despedida de todo el colegio reconoce amar a Miyahara.
Nao Makinoha (槙葉 奈緒 Makinoha Nao?)
Una chica misteriosa y silenciosa que forma parte de la clase de Seiji. Ama los fenómenos y rarezas, por lo cual se interesa en la transformación de la mano derecha de Seiji y se enamora de Midori. Aparece repentinamente en los momentos más inesperados, lo que hace que Seiji le tenga algo de miedo. Sin embargo es la primera en protegerlos de las locuras de su padre, a quien acostumbra golpear y tratar duramente. A pesar de que posee la apariencia de una niña pequeña tiene la misma edad que Seiji y es superdotada física e intelectualmente, con habilidades de pelea que incluso Seiji debe tomar en serio, por ello muchas organizaciones, laboratorios y universidades desean contratarla como miembro de su plantel o becarla como estudiante; su gran defecto parece ser el alcohol, ya que al embriagarse le gusta golpear a cualquiera que este a su alcance.
Nao se convierte en una buena amiga de Seiji a medida que pasa el tiempo, también se le ve en algunas ocasiones en la escuela con Ayase. Finalmente se le ofrece una beca en Alemania para perfeccionar sus habilidades científicas, por lo que su padre intenta por la fuerza que la tome, sin embargo ella rehúsa irse ya que su único deseo es vivir con su padre y ser su ayudante como ha sido hasta el presente.
Shirou Makinoha (槙葉 史郎 Makinoha Shirō?)
Padre de Nao. Es científico e inicialmente fue contactado por Rin para ver como Seiji y Midori se conectaron. Sorprendido por la conexión se olvida de ayudarlos e intenta capturar y diseccionar a Seiji para mostrar a Midori a la comunidad médica y ganar fama por su descubrimiento. Sin embargo sus intentos de capturarlo son a menudo estropeados por Nao. Es el tipo de persona que comete el mismo error dos veces y más, ya que siempre intenta crear versiones androides de su hija para que hagan el trabajo sucio, sin embargo sus planes terminan siempre en su contra.
Es la imagen del científico loco que no respeta a la gente y no duda en agredir a alguien para ganar fama, siempre excusándose en el nombre de la ciencia, todo en un toque humorístico carente de verdadera maldad.
Aunque ve como un obstáculo a su hija en lo referente a Midori y Seiji, siente un gran amor por ella y cuando le ofrecen estudios en Alemania intenta enviarla por la fuerza, pero no para quitarla del camino, sino para que obtenga todo lo que merece y él no puede darle.
Hisashi Sakisaka (向坂 久 Sakisaka Hisashi?)
Es el novio de Rin, un cazador de tesoros que ama viajar por el mundo. Posee como mascota un hurón blanco llamado Tomahawk que gusta estar en su hombro. Es un hombre alegre, de actitud positiva y algo inocente. Al igual que Rin, conoce el secreto de Midori pero no muestra interés en ello más allá de la sorpresa inicial.
Sus constantes desapariciones en busca de tesoros y ruinas perdidas enfadan a Rin hasta los límites, pero como Seiji descubriera al acompañarlo en una de sus investigaciones, todo ello es solo un esfuerzo de generar un logro que lo convierta en alguien digno de ser la pareja de Rin. Al final del manga está en Sudamérica, poco después Rin se une a él y viajan juntos por primera vez.
Para sorpresa de Midori y Seiji descubre que en un antiguo mural de Egipto un grabado sobre una persona que tiene en su mano derecha una miniatura lo mismo que Seiji y Midori.
Miku Nekobe (猫部 美紅 Nekobe Miku?)
Líder de Los Angeles Carmesí, una pandilla de chicas que constantemente acosa y abochorna a Kota. Originalmente se enamoró de él y cuando este la rechazó, lo vistió como mujer en castigo, pero al ver lo adorable que se veía, comenzó (ella y toda su pandilla) a perseguirlo a diario para probarle ropa de mujer. A pesar de esto tiene un lado tierno hacia él que demuestra al tratar de ayudarlo con Seiji y Midori.
Como muchos personajes de los mangas su nombre es una referencia su aspecto, el cual es algo felino (Neko significa gato en japonés). Originalmente era novia de un peligroso pandillero quien incluso llegó a golpearla a ella y a Kota al enterarse del amor que ella le tenía, sin embargo este no fue rival para el puño izquierdo de Seiji.
Izumi Koumoto:
Profesora practicante y parodia de Mizuho Kazami (Onegai Teacher). Sueña con ser una profesora amada y confidente de sus alumnos, sin embargo su obsesión por los estereotipos de los problemas de los alumnos la hace presuponer lo peor en ellos en un intento de encontrar problemas de los que salvarlos y por lo que la aprecien.
Ve en Seiji al mal alumno ideal a quien salvar para mostrarse como una profesora milagrosa, por lo que intenta cambiarlo sin siquiera conocerlo primero, sin embargo es él quien termina mostrándole el error de su conducta y logrando que recapacite.
Seinosuke Sawamura:
Espadachín del período Edo. Su aspecto es similar al de Seiji, siendo imbatible con la katana. En el año quince del Genroku (trescientos años atrás) fue acusado de la muerte de un vasallo del shōgun y se le puso precio a su cabeza. Repentinamente encontró que su mano derecha se había transformado en Midori Kasugano, hija del vasallo asesinado, quien obsesionada por su deseo de venganza había ido a parar a su brazo, condenada a quedarse allí hasta que matara a Seinosuke.
Incapacitado para pelear (para los samuráis manejar la espada con la mano izquierda es tabú, por lo que rara vez aprenden técnicas y movimientos zurdos) corre muchas desventuras hasta que descubre con Midori al verdadero responsable. Ante esto deciden trabajar en equipo y así logran desenmascarar al responsable, sin embargo, la muchacha no puede abandonar la mano del guerrero ya que con el tiempo se ha enamorado y desea quedarse con él.
Su historia se presenta en el séptimo volumen como evidencia de que el extraño caso de Seiji no es el primero.

## Lista de episodios de anime
Esta serie cuenta con 13 episodios producidos por Studio Pierrot.
| N.º | Título                          | Estreno             |
| --- | ------------------------------- | ------------------- |
| 1 | «Mi amante es mi mano derecha»  | 3 de abril de 2004  |
| Seiji es el peleador callejero más fuerte de la ciudad, famoso por el poder de su mano derecha. Pero no es feliz ya que esto aleja a las mujeres. Desesperado, una noche grita que desea una novia, inmediatamente su mano derecha se transforma en una pequeña y molesta muchacha llamada Midori, que ha estado enamorada de él desde hace años. |                                 |                     |
| 2 | «Nuestros recuerdos juntos»     | 10 de abril de 2004 |
| Seiji intenta esconder a Midori y llevar una vida normal mientras se pone en contacto con la familia de Midori, pero no será fácil evitar las peleas gracias a sus cobardes compañeros y sus tramposos rivales; ahora que se ha dejado oír el rumor de que no puede usar su puño derecho sus compañeros y amigos serán el blanco.                 |                                 |                     |
| 3 | «El día de descubrimientos»     | 17 de abril de 2004 |
| Rin, la hermana mayor de Seiji, llega sorpresivamente y descubre la existencia de Midori, al reunirse con su pandilla deciden ir todos juntos a unos baños termales, allí, le habla a Midori sobre el pasado de Seiji. |                                 |                     |
| 4 | «Nuestro secreto descubierto»   | 24 de abril de 2004 |
| Seiji estropea el vestido de Midori y decide ir a un local de otakus para reponerlo, allí encuentran a Takamizawa, un compañero de Seiji quien a la larga descubrirá el secreto y causará más de un problema a ambos. |                                 |                     |
| 5 | «El poder del amor»             | 1 de mayo de 2004   |
| Gori-Nishi, el profesor de gimnasia odia a Seiji y en la incapacidad de usar su mano derecha encuentra la excusa perfecta para hacerlo sufrir, mientras, Midori trata de demostrar a toda costa que puede ser útil a Seiji. |                                 |                     |
| 6 | «¡El plan de Amor de Shiori!»   | 8 de mayo de 2004   |
| Shiori se comporta desagradablemente con su madrastra y se las arregla para quedar al cuidado de Seiji como una forma de evitarla. Junto a Rin crea un plan para que seducir a Seiji. |                                 |                     |
| 7 | «Primera cita»                  | 15 de mayo de 2004  |
| Ayase por fin ha logrado tener una cita con Seiji y ha diseñado infinidad de estrategias para que antes del anochecer sean novios, pero no ha imaginado lo despistado que puede llegar a ser Seiji. |                                 |                     |
| 8 | «Seiji mano derecha»            | 22 de mayo de 2004  |
| Misteriosamente al despertar Midori y Seiji han cambiado de lugares, es el momento para que cada uno camine en los zapatos del otro por un día. |                                 |                     |
| 9 | «Los días de Takky»             | 29 de mayo de 2004  |
| Seiji descubre que Takamizawa por fin ha recuperado la memoria y ha creado un portal en la red para Midori, a cambio de cerrarlo, contrata a Seiji como vendedor en una convención otaku, gracias a sus amigos, ahora tiene el apoyo para declararse a su chica ideal, pero no todo es lo que parece.                                             |                                 |                     |
| 10 | «La distancia de los corazones» | 5 de junio de 2004  |
| En una cita triple con sus amigos Seiji intenta besar a su mujer ideal, pero desconoce que es Ayase disfrazada. A día siguiente Kota pide a Seiji que visite a Midori, este encuentro hace a la joven recordar su vida y a sus amigas. |                                 |                     |
| 11 | «La reunión predestinada»       | 12 de junio de 2004 |
| Es época de exámenes y Seiji intenta obtener la ayuda de Midori y Ayase intenta conquistarlo por medio del estudio. Mientras tanto Kota se mete en problemas con los rivales de Seiji quienes lo secuestran para que éste lo busque. Seiji decide ayudarlo, pero aquellos meses de vida tranquila han hecho mella en su fuerza.                   |                                 |                     |
| 12 | «La separación súbita»          | 19 de junio de 2004 |
| Kota ha decidido mantener el secreto de Midori por ahora. Midori, al recordar sus días junto a Seiji, se da cuenta de cuantos problemas han vivido y como este jamás la amará, este sentimiento la lleva nuevamente a su cuerpo y le devuelve a Seiji su poderoso puño, quien decide volver a una violenta vida a la que ya no encuentra sentido. |                                 |                     |
| 13 | «Los días pasados»              | 26 de junio de 2004 |
| Ayase por fin se ha declarado a Seiji, pero también ha comprendido que éste ama a otra mujer sin saberlo, por lo que le aconseja que se arme de valor, mientras Midori viaja por toda la ciudad buscando aquello que no recuerda pero extraña tanto.                                                                                              |                                 |                     |

## Diferencias entre el manga y el anime
- Los trece episodios del anime relatan, a grandes rasgos, la historia del manga, incluyendo un desenlace acorde al que posteriormente se presentara en papel; sin embargo el anime apenas cubre lo ocurrido en el primero de los ocho tomos del manga con algunas historias que aparecieron en los tres tomos siguientes.
- Mientras en el anime Midori permanece con Seiji todo el tiempo, en el manga vuelve a su cuerpo dos veces antes de recuperarse completamente.
- En la serie, Ayase invita a Seiji a ver una película y posteriormente, a cenar en su casa. Originalmente estas fueron dos citas diferentes, en el manga, la cena incluso acaba en un incendio.
- Tras ser golpeados tanto tiempo por la mano derecha del demonio, los enemigos de Seiji resisten fácilmente los golpes de su mano izquierda cuando este intenta rescatar a Kota, sin embargo en el manga, aun sin su diestra Seiji es siempre invencible contra cualquier oponente.
- En el octavo capítulo del anime Midori y Seiji cambian de lugares en un sueño. Esto jamás sucede en el manga, aunque en algunas imágenes hechas por el autor es posible observarlos con este aspecto.
- Mientras que en el anime Seiji jamás reconoce abiertamente amar a Midori, en el manga no solo lo reconoce tras su primera desaparición, sino que es quien se declara primero, lo que motiva a Midori a volver a su cuerpo.

## Música
| Título                                                                                     | Letras       | Composición  | Arreglo           | Intérprete   | Descripción                 |
| ------------------------------------------------------------------------------------------ | ------------ | ------------ | ----------------- | ------------ | --------------------------- |
| Sentimental (センチメンタル lit. Sentimental?)                                             | Rino         | Rino         | Masaya Suzuki     | CooRie       | Tema de apertura            |
| Mou Sukoshi... Mou Sukoshi... (もう少し...もう少し... lit. Un poco Más... un poco más...?) | Saori Atsumi | Saori Atsumi | Ryoichi Terashima | Saori Atsumi | Tema de cierre              |
| Chiisana Tegami (小さな手紙 Una pequeña carta?)                                            | Rino         | Rino         | Kaoru Okubo       | CooRie       | Tema insertado, episodio 07 |
| Hitoshizuku (一雫 lit. Una Sola Gota?)                                                     | Rino         | Rino         | Kaoru Okubo       | CooRie       | Tema insertado, episodio 08 |

"Midori no Hibi Original Soundtrack", compuesta por Yoshihisa Hirano.
Música de fondo (BGM):

### Páginas oficiales
- Página japonés oficial del anime de Midori no Hibi Archivado el 11 de diciembre de 2006 en Wayback Machine.
- Página oficial de Shonen Sunday para el manga de Midori no Hibi
- Página oficial de Pierrot para el anime de Midori no Hibi

- Entrada para el anime de Midori no Hibi en AnimeNfo.Com Archivado el 5 de abril de 2008 en Wayback Machine.

- Datos: Q696318
- Multimedia: Midori Days / Q696318